# غراهام وليامز (لاعب كريكت)
غراهام وليامز (16 ديسمبر 1985 ببرستل في المملكة المتحدة - ) (بالإنجليزية: Graham Williams)‏ هو لاعب كريكت بريطاني.